# Haliclona implexa
Haliclona implexa är en svampdjursart som först beskrevs av Schmidt 1868.  Haliclona implexa ingår i släktet Haliclona och familjen Chalinidae.
Artens utbredningsområde är Adriatiska havet. Arten är reproducerande i Sverige. Inga underarter finns listade i Catalogue of Life.